# Cendiuna
Cendiuna är ett släkte av skalbaggar. Cendiuna ingår i familjen långhorningar.
Kladogram enligt Catalogue of Life:
| Cendiuna | \| \| Cendiuna auauna \| \| \| \| \| \| Cendiuna cendira \| \| \| \| \| \| Cendiuna pataiuna \| \| \| \| \| \| Cendiuna planipennis \| \| \| \| \| \| Cendiuna puranga \| \| \| \| |
|          | \| \| Cendiuna auauna \| \| \| \| \| \| Cendiuna cendira \| \| \| \| \| \| Cendiuna pataiuna \| \| \| \| \| \| Cendiuna planipennis \| \| \| \| \| \| Cendiuna puranga \| \| \| \| |
|          | Cendiuna auauna |
|          | |
|          | Cendiuna cendira |
|          | |
|          | Cendiuna pataiuna |
|          | |
|          | Cendiuna planipennis |
|          | |
|          | Cendiuna puranga |
|          | |